# David Corenswet
David Corenswet, född 8 juli 1993 i Philadelphia, är en amerikansk skådespelare.
Corenswet har bland annat medverkat i TV-serierna The Politician (2019–2021) och We Own This City från 2022. Han har även medverkat i filmerna Look Both Ways och Pearl från 2022.

## Filmografi (i urval)
- 2019–2020 – The Politician (TV-serie)
- 2020 – We Own This City (TV-serie)
- 2022 – Look Both Ways
- 2022 – Pearl
- 2024 – The Greatest Hits
- 2024 – Twisters
- 2024 – Lady in the Lake (TV-serie)
- 2025 – Superman